# Gorgonio di Roma
Gorgonio di Roma, in francese Gorgon o  Gourgon (IV secolo – Roma, IV secolo), è stato un militare romano, martire durante le persecuzioni di Diocleziano. È venerato come santo dalla chiesa cattolica.

## Agiografia
Ufficiale della corte di Diocleziano, si convertì al cristianesimo e si rifiutò, come il compagno d'armi, Doroteo di Nicomedia, di rinnegare la propria fede. I due furono torturati e messi a morte nei primi anni del IV secolo.
I loro corpi vennero inumati nella necropoli "Ai due allori", lungo la via Labicana a Roma, luogo attestato già dall'anno 354.
Nell'alto Medioevo fu fatta poi confusione tra la sua vicenda terrena e quella di un Gorgonio martire a Nicomedia.

## Culto
Il Martirologio Geronimiano, al 9 settembre, menziona il culto di san Gorgonio a Roma nel cimitero di Pietro e Marcellino sulla via Labicana: Romae via Lavicana inter duas lauros in cimiterio ejusdem natale sancti Gorgoni.
Nel IV secolo papa Damaso scrisse dei versi in onore di Gorgonio martire.
Scritti agiografici furono redatti a Gorze nell'ultimo terzo del X secolo: un Panegirico ed i Miracoli.
La sua memoria liturgica cade il 9 settembre. È il santo patrono di Civitella d'Agliano.
Ma fu Gorgonio martire di Roma, e non l'omonimo martire di Nicomedia, a godere nel Medioevo di un culto tanto diffuso in diversi luoghi d'Europa, dove si credeva di custodire sue reliquie: a Gorze, Cluny, Pouillon (nella diocesi di Reims), Rethel, Saint-Gorgon (diocesi di Soissons) e a Minden.
Una prima traslazione del suo corpo avvenne a cura del vescovo Crodegango di Metz, che avrebbe avuto in dono le reliquie da papa Paolo I: ritornato in Lorena intorno al 765, Crodegango le portò nell'abbazia di Gorze.
Nell'XI secolo esse vennero traslate da Gorze presso l'abbazia di Saint-Arnould, anch'essa vicino a Metz.

## Toponimi
Molti comuni francesi portano il nome Saint-Gorgon (fra i quali probabilmente quello del Morbihan in Bretagna ha un'altra origine). Vi sono in Francia chiese a lui dedicate come a Metz ed a  Plovan. Omonimo anche il monte "San Gorgonio Mountain" in California (USA), che svetta la regione dall'altezza di 11503 ft (3506 mt).